# Homenetmen

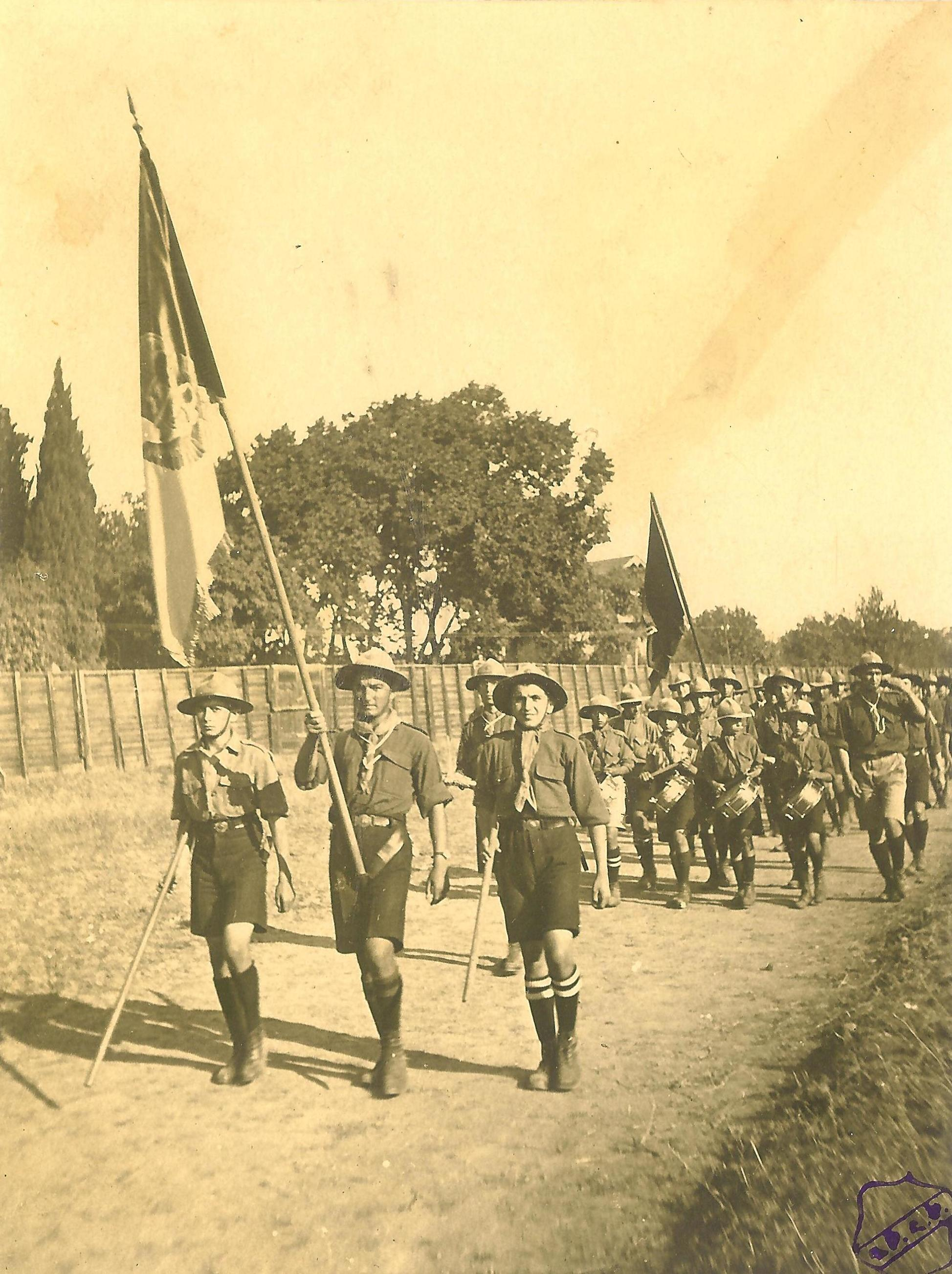
Erster Umzug der Homenetmen-Pfadfinder in Istanbul (1918). Vazken Andréassian trägt die Fahne.

Homenetmen (armenisch Հ. Մ. Ը. Մ. ˈhɔmɛnetmɛn, kurz für Հայ Մարմնակրթական Ընդհանուր Միութիւն, deutsch Armenische Allgemeine Union der Körperkultur) ist eine weltweite armenische Diasporaorganisation, die dem Sport und der Pfadfinderei gewidmet ist. Das Motto von Homenetmen ist „Steig auf und erhöhe dich“ (Բարձրացի՛ր, Բարձրացո՛ւր Partsratsir Partsratsour - Erhebe Dich selbst und erhebe andere mit Dir).

## Geschichte
Homenetmen wurde 1918 in Istanbul von Personen um den Olympiapionier Şavarş Krisyan gegründet. Zu den Gründern gehörten Hovhannes Hintliyan und Krikor Hagopian. Das erste Homenetmen-Exekutivkomitee wurde am 16. Dezember 1918 gegründet. Vier Homenetmen-Abteilungen wurden bald in verschiedenen Vierteln Istanbuls eröffnet. 
Am 20. Juli 1920 wurden die Gründungsmitglieder von Homenetmen offiziell in die unabhängige Demokratische Republik Armenien eingeladen, um mit der Regierung des Staates Fachwissen in Bezug auf Sportlichkeit und Pfadfindertum auszutauschen. Das Homenetmen-Exekutivkomitee sandte Vahan Cheraz, Dikran Khoyan und Onig Yazmajian zum formellen Treffen. Obwohl Homenetmen ursprünglich erfolgreich in dem Bestreben war, ihre Sport- und Pfadfinderbewegung in Armenien auszubreiten, wurden sie später mit dem Regimewechsel und der Errichtung der Armenischen SSR 1921 innerhalb der Sowjetunion aus Armenien verbannt. Im Jahre 1922 wurden die Abteilungen von Homenetmen in Istanbul gezwungen, ihre Türen zu schließen, wobei die Führer der Organisation sich auf der ganzen Welt niederließen.
Die Armenische Revolutionäre Föderation unterhält heute den Sport- und Pfadfinderverein Homenetmen.